# Jan Are Klaussen
Jan Are Klaussen (Sandnessjøen, 15 maggio 1986) è un giocatore di calcio a 5 ed ex calciatore norvegese, di ruolo difensore.

## Carriera

### Calcio

#### Club
Klaussen vestì le maglie del Nardo, prima di passare al Moss, formazione di Adeccoligaen. Esordì in questa divisione in data 1º agosto 2010, schierato titolare nel pareggio per 1-1 sul campo del Fredrikstad. A fine stagione, la squadra retrocesse nella Fair Play ligaen. Klaussen passò allora al Frøya.

### Calcio a 5

#### Club
Klaussen gioca come difensore nel Vegakameratene.

#### Nazionale
Conta 2 presenze per la Norvegia.